# Чапаевка (Наровлянский район)
Чапаевка (бел. Чапаеўка; до 30 июля 1964 года — Варавка) — упразднённая деревня в Кировском сельсовете Наровлянского района Гомельской области Беларуси.
На территории Полесского радиационно-экологического заповедника. Кругом лес.
В связи с радиационным загрязнением после катастрофы на Чернобыльской АЭС жители (37 семей) в 1986 году переселены в чистые места, преимущественно в деревню Новые Марковичи Жлобинского района.

## География

### Расположение
В 17 км на юг от Наровли, 42 км от железнодорожной станции Ельск (на линии Калинковичи — Овруч), 197 км от Гомеля.

## Транспортная сеть
Транспортные связи по просёлочной, а затем автодороге Киров — Наровля. Планировка состоит из почти прямолинейной улицы, ориентированной с юго-востока на северо-запад, к центру которой присоединяется короткая улица. Застройка двусторонняя, деревянная, усадебного типа.

## История
По письменным источникам известна с XIX века как хутор в Дерновичской волости Речицкого уезда Минской губернии. Согласно переписи 1897 года действовала смоловарня. В 1931 году жители вступили в колхоз. Во время Великой Отечественной войны освобождена от немецких оккупантов 27 ноября 1943 года. 12 жителей погибли на фронте. В 1986 году входила в состав совхоза «Партизанский» (центр — деревня Углы). Действовали клуб, магазин.

## Население

### Численность
- 1986 год — жители (37 семей) переселены.

### Динамика
- 1897 год — 7 дворов, 42 жителя (согласно переписи).
- 1908 год — 9 дворов 51 житель.
- 1959 год — 179 жителей (согласно переписи).
- 1986 год — 37 дворов, 66 жителей.
- 1986 год — жители (37 семей) переселены.